# Campoplex continuus
Campoplex continuus là một loài tò vò trong họ Ichneumonidae.